# 1384 Кнєрче
1384 Кнєрче (1384 Kniertje) — астероїд головного поясу, відкритий 9 вересня 1934 року.
Тіссеранів параметр щодо Юпітера — 3,324.